# Pont ferroviaire de Finlande
Le pont ferroviaire de Finlande (en russe : Финля́ндский железнодоро́жный мост) est une paire de ponts ferroviaires parallèles sur la Neva à Saint-Pétersbourg, en Russie. Les ponts mobiles se trouvent sur le chemin de fer Riihimäki-Saint-Pétersbourg et relient les réseaux ferroviaires du nord de Saint-Pétersbourg à ceux du sud de Saint-Pétersbourg. Le même nom est appliqué aux deux ponts.

## Histoire
Le premier pont a été construit en 1910-1912 par les ingénieurs Nikolay Belelyubsky, Grigory Krivoshein, IG Aleksandrov et l'architecte Vladimir Apyshkov. Le pont a été principalement financé par le Grand-Duché de Finlande en raison de la valeur stratégique qu'il a apportée en reliant le chemin de fer finlandais et les chemins de fer de l'État finlandais au système des chemins de fer russes .
En 1983, le navire frigorifique Komsomolets Tatarii a heurté le pont alors qu'il transportait une cargaison de 500 tonnes de corégones. Le navire a subi un trou dans sa coque et a coulé plusieurs centaines de mètres en aval au milieu de la rivière Neva, à mi-chemin du pont Alexandre Nevski.
De 1983 à 1987, un deuxième pont, du côté aval, a été construit parallèlement au pont existant par l'ingénieur Rusin. Les travées du nouveau pont ont suivi les contours des arches du pont existant. La section centrale mobile de ce deuxième pont est basculante à un seul vantail.
Les piétons et les cyclistes sont interdits de circulation sur le pont pour des raisons antiterroristes.

## Ingénierie
La structure du pont est étroitement liée au pont Bolsheokhtinski. La même solution de construction a également été utilisée dans la conception du pont ferroviaire sur la rivière Daugava à Riga.
Le pont a été construit comme un pont en acier de 538 mètres de long, portant deux voies ferrées et un chemin piétonnier. La conception du pont se compose de quatre travées voûtées de même largeur, chacune de 110 mètres de long, entouré d'une paire de travées de culées et avec une travée d'étirage centrale au milieu. La section mobile était initialement une conception de pont basculant à deux battants et plus tard convertie en un pont levant vertical à travée unique.
L'entrée du pont depuis la rive gauche passe par un viaduc en béton à plusieurs travées construit entre 1911 et 1913 par la société danoise Christiani.
En 1988, l'ancien pont a été fermé à la circulation en raison de graves dommages dus à la corrosion. En 1994, la travée pivotante et les machines de tournage de l'ancien pont ont été démantelées.
De 2002 à 2003, une refonte complète a été effectuée sur l'ancien pont lié à la construction du terminal ferroviaire Ladozhsky d'une valeur totale d'environ 900 millions de roubles. Au cours de la révision, une nouvelle travée pivotante et des machines de tournage ont été montées et les tours de support du pont ont été rénovées - les piles de support du pont ont été remplacées par de nouvelles. Les semelles du pont ont été renforcées par la pose d'un revêtement en béton armé à l'aide de plaques d'étaiement et de bétonnage sous-marin. De plus, le viaduc métallique attenant a été complètement remanié avec le remplacement de 43 piliers et des 42 travées correspondantes. Tous les travaux de construction et de réparation étaient achevés en janvier 2003.

## Voir également
- Liste des ponts à Saint-Pétersbourg